# Baetis punicus
Baetis punicus is een haft uit de familie Baetidae. De wetenschappelijke naam van de soort is voor het eerst geldig gepubliceerd in 1983 door Thomas, Boumaiza & Soldán.
De soort komt voor in het Palearctisch gebied.